# Calypogeia laxa
Calypogeia laxa là một loài rêu trong họ Calypogeiaceae. Loài này được Lindenb. & Gottsche mô tả khoa học đầu tiên năm 1847.